# Apostolska nunciatura na Slovaškem
Apostolska nunciatura na Slovaškem je diplomatsko prestavništvo (veleposlaništvo) Svetega sedeža na Slovaškem, ki ima sedež v Bratislavi; ustanovljena je bila 1. januarja 1993.
Trenutni apostolski nuncij je Mario Giordana.

## Seznam apostolskih nuncijev
- Giovanni Coppa (1. januar 1993–2. marec 1994)
- Luigi Dossena (2. marec 1994–8. februar 2001)
- Henryk Józef Nowacki (8. februar 2001–2007)
- Mario Giordana (15. marec 2008–danes)